# Niherne

Niherne este o comună în departamentul Indre, Franța. În 1 ianuarie 2022 avea o populație de 1.457 de locuitori.